# 179 Клітемнестра
179 Клітемнестра (179 Klytaemnestra) — астероїд головного поясу, відкритий 11 листопада 1877 року.